# Filistata
Filistata là một chi nhện trong họ Filistatidae.